# Genhusning
Den typiske årsag til genhusning er, hvis man bor i en ejendom der skal byfornyes.
Der er 2 typer genhusning efter byfornyelsesloven:
- permanent genhusning
- midlertidig genhusning

Hvis ens lejlighed, som følge af byfornyelsearbejder, bliver ubeboelig i ombygningsperioden, skal udlejer opsige lejeren, der så bliver permanent genhuset af kommunen. Hvis lejligheden kun er ubeboelig i indtil 6 måneder, så kan udlejer ikke opsige lejeren, der i stedet skal midlertidigt genhuses af kommunen, for derefter at vende tilbage til sin oprindelige lejlighed efter ombygning.
Det er således kommunen der skal stå for genhusningen af lejeren, og ikke udlejeren. Det er også værd at bemærke, at der står "lejeren" i afsnittet ovenfor, da andelshavere og ejere kun i undtagelsesvis vil kunne genhuses som følge af byfornyelsesloven
Ang. byfornyelsesloven så skal det bemærkes, at loven i dag hedder "lov om byfornyelse og udvikling af byer", LBK nr 1256 af 07/12/2005. Men i daglig tale siger man stadig byfornyelsesloven.

## Eksterne Henvisninger
- Socialministeriet har udgivet en pjece om : "Information om genhusning" som kan hentes på Information om genhusning Arkiveret 26. september 2006 hos  Wayback Machine
- Man kan læse mere om genhusning og byfornyelse på Socialministeriet